# Balvan, Veliko Tărnovo
Balvan (în bulgară Балван) este un sat în comuna Veliko Tărnovo, regiunea Veliko Tărnovo,  Bulgaria. 

## Demografie
Componența etnică a satului Balvan
     Bulgari (60,48%)
     Romi (3,52%)
     Turci (26,15%)
     Nicio identificare (9,83%)
La recensământul din 2011, populația satului Balvan era de 539 locuitori. Din punct de vedere etnic, majoritatea locuitorilor (60,48%) erau bulgari, existând și minorități de turci (26,15%) și romi (3,52%). Pentru 9,83% din locuitori nu este cunoscută apartenența etnică.